# NGC 7607
NGC 7607 é uma estrela dupla na direção da constelação de Pegasus. O objeto foi descoberto pelo astrônomo Wilhelm Tempel em 1880, usando um telescópio refrator com abertura de 11 polegadas. 